# Lophaster densus
Lophaster densus is een zeester uit de familie Solasteridae.
De wetenschappelijke naam van de soort werd in 1940 gepubliceerd door Walter Kenrick Fisher.